# Aleh Belakoneŭ
Aleh Aljakseevič Belakoneŭ (in bielorusso Алег Аляксеевіч Белаконеў?; in russo Олег Алексеевич Белоконев?, Oleg Alekseevič Belokonev) (Barabaš, 15 maggio 1965) è un generale bielorusso, capo di stato maggiore generale delle Forze armate bielorusse dal 2014 al 2020, ha gestito l'esercitazione Zapad 2017 tra le Forze armate bielorusse e le Forze armate russe durante il suo mandato di capo dello stato maggiore generale.

## Biografia
Belakoneŭ è nato il 15 maggio 1965 in un villaggio rurale nella regione del Territorio del Litorale nell'allora Repubblica Socialista Federativa Sovietica Russa. Ha iniziato la sua carriera militare nelle Forze armate sovietiche nei primi anni' 80. Si è laureato nel 1987 alla Scuola di alto comando di armi superiori di Omsk, ed è stato immediatamente inviato a servire nelle forze armate. In seguito ha cominciato la sua scalata dei vertici militari raggiungendo il grado di comandante di un plotone e di un battaglione motorizzato di fucilieri. Nel 1999 si è laureato con una medaglia d'oro all'Accademia militare della Bielorussia prima di tornare al servizio attivo. Nei primi anni 2000, ha servito inizialmente nell'area d'operazione di Hrodna parte del Comando operazionale occidentale delle Forze armate bielorusse.
Nell'agosto del 2010, è stato nominato comandante delle Forze speciali bielorusse. Giusto 5 mesi dopo, alla vigilia del giorno delle Forze armate bielorusse è stato promosso al rango di Maggior generale. L'11 gennaio 2014, è stato nominato dal presidente Aljaksandr Lukašėnka, capo dello stato maggiore generale delle Forze armate bielorusse, affiancando la carica a quella di vice-ministro della difesa. Nel 2014 è stato anche decorato con l'ordine "per il servizio alla patria" di terza classe.